# John Berendt
John Berendt (Syracuse, 5 dicembre 1939) è uno scrittore e giornalista statunitense.

## Biografia
John Berendt nacque e crebbe a Syracuse, prima di trasferirsi a Boston per studiare letteratura inglese all'Università di Harvard, dove contribuì anche all'Harvard Lampoon. Dopo la laurea nel 1961, Berendt si trasferì a New York per entrare nel mondo del giornalismo. Fu editore associato dell'Esquire dal 1961 al 1969, editore del New York dal 1977 al 1979 e colonnista dell'Esquire dal 1982 al 1994.
Nel 1994 ottenne un grande successo con il suo romanzo Mezzanotte nel giardino del bene e del male, che rimase in testa alle classifiche dei best seller del New York Times per 216 settimane, un record imbattuto. Il romanzo gli valse anche una candidatura al Premio Pulitzer per la saggistica. Il romanzo, basato su eventi di cronaca reali e l'indagine effettuata dallo stesso Berendt, è stato tradotto in ventitré lingue ed adattato nell'omonimo film di Clint Eastwood nel 1997, con Jude Law e Kevin Spacey.
Il suo secondo romanzo, Dove cadono gli angeli. Venezia e altri misteri, è stato pubblicato dalla Penguin Books nel 2005. Il libro racconta le vite intrecciate di alcuni personaggi a Venezia immediatamente dopo l'incendio del teatro La Fenice.
Berendt è dichiaratamente omosessuale.

## Opere
- Mezzanotte nel giardino del bene e del male (Midnight in the Garden of Good and Evil) (1994), trad. O. Crosio, Segrate: Rizzoli, 1996, 360 pp. ISBN 978-8817844710
- Dove cadono gli angeli. Venezia e altri misteri (The City of Falling Angels) (2006), trad. C. Galli,  Segrate: Rizzoli, 2005, 312 pp. ISBN 978-8817008839